# Băncuță (monedă)
Băncuța era: 
1. numele unei mici monede de argint, care a circulat în România după 1872. Valoarea ei era de 50 de bani.[1] Se mai numea și firfiric[2] sau firfirică.[1]
2. numele unei monede de aramă sau de nichel, care a circulat în Transilvania, în secolul al XIX-lea. Valoarea monedei era de 10 sau 20 de creițari.[1]
3. bancnotă de mică valoare.[2]

## Etimologie
1. Cuvântul românesc băncuță este un derivat al cuvântului bancă + sufixul -uță. [2]
2. Etimologia cuvântului românesc firfiric, cu variantele firfirig și firfirică, nu este clară, însă sunt de comparat turcescul firfiri, „ban roșu”[3], și germanul Fünterling,[2]„mică monedă de argint”.[3]